# Pseudopterocheilus relictus
Pseudopterocheilus relictus är en stekelart som först beskrevs av Perkins 1899.  Pseudopterocheilus relictus ingår i släktet Pseudopterocheilus och familjen Eumenidae. Inga underarter finns listade i Catalogue of Life.